# Maria Furtwängler
Maria Furtwängler   (Múnic, 13 de setembre de 1966) Maria Furtwängler-Basta, és una actriu i metgessa alemanya.

## Biografia
És filla de l'actriu Kathrin Ackermann i de l'arquitecte Bernhard Furtwängler, fill de Walter Furtwängler (germà del director Wilhelm Furtwängler). També és néta de l'actriu Elisabeth Ackermann.
La metgessa graduada va contraure matrimoni en 1991 amb el Dr. Hubert Basta (* 1940) - el fill menor de Aenne Basta, directora i fundadora de Hubert Basta Mitjana, editora de la revista Basta - amb qui va tenir dos fills, Jakob (1990) i Elisabeth (1992).
Va actuar en Una família feliç entre 1987-1993 i és reconeguda per la seva actuació com la detectiu Charlotte Lindholm en la sèrie Tatort.
Es dona a conèixer com a activista i en organitzacions caritatives relacionades amb metges en el tercer món.

## Premis
- Premi Bambi (2007)
- Deutscher Fernsehpreis (2007)
- Cambra d'Or (2008)
- Romy (2009)

## Distincions honorífiques
- Orde del Mèrit de la República Federal d'Alemanya (2003).
- Orde al Mèrit de Baviera (2011).[1]

## Publicacions
- Gunna Wendt, Wir Furtwänglers: Elisabeth Furtwängler, Kathrin Ackermann, Maria Furtwängler, Langen - Mueller Verlag (2010) ISBN 978-3-7844-3239-7